# Itō Jinsai

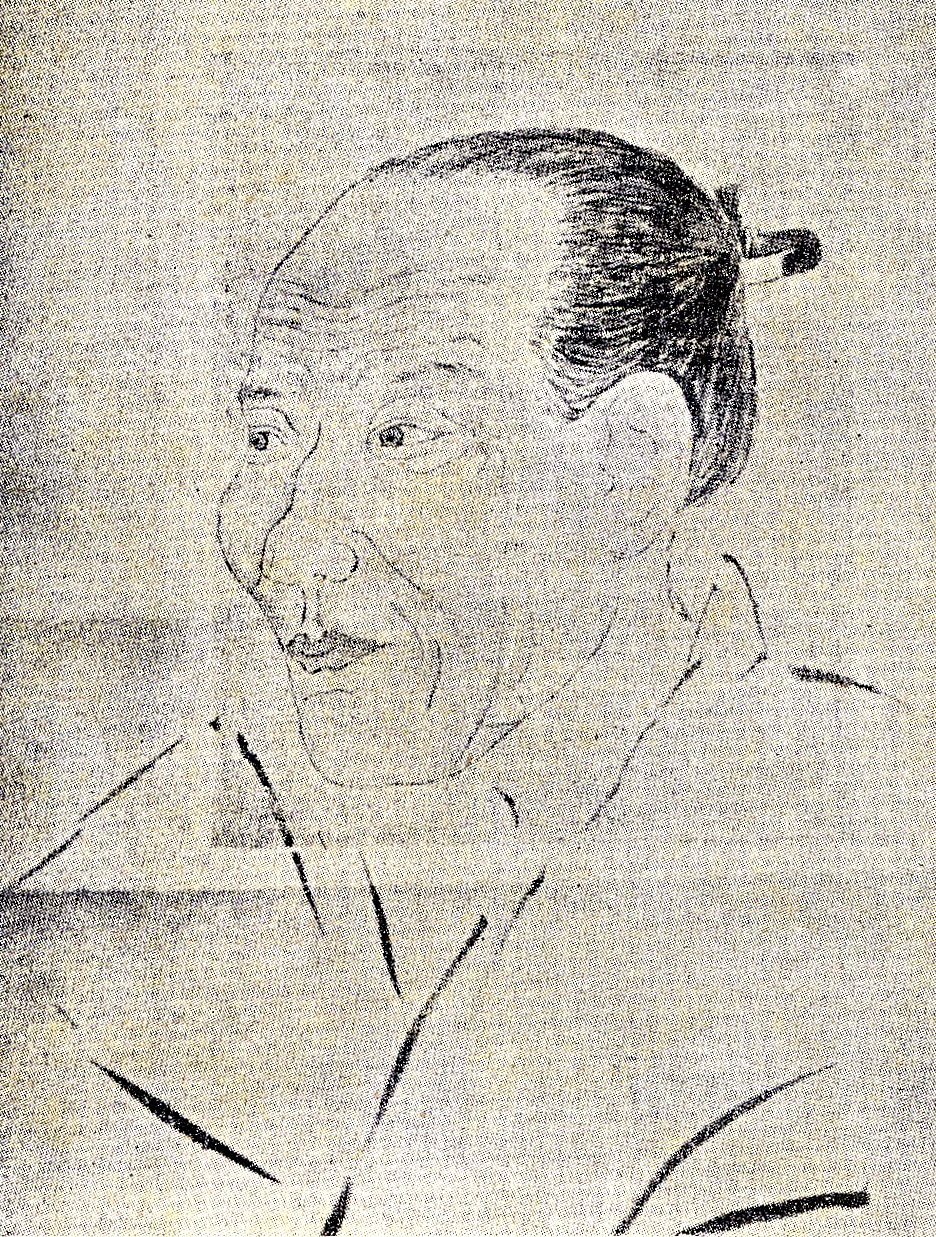
Itō Jinsai tecknad av hans elev

Itō Jinsai (伊藤 仁斎), född den 30 augusti 1627 i Kyoto, död där den 5 april 1705, var en japansk konfuciansk filosof och pedagog, som även skrev under författarnamnet Keisai. Han anses vara en av de inflytelserikaste konfucianska lärde i 1600-talets Japan, och Tokugawaperioden (1600–1868) i allmänhet. Hans läror blomstrade särskilt i Kyoto- och  Kansaiområdet under Tokugawa-shogunatets sista år.
Jinsai-skolan, känd som Kogigaku, kritiserade Zhu Xis 朱熹 (1130–1200) läror och förespråkade i stället filosofiska visioner baserade på en förståelse av nyckeltermers betydelse i Samtalen och Mencius. 

## Verk
- Gomō jigi (語孟字義), Ordens mening i Analecterna och Mencius (1666).
- Dōjimon (童子問), Frågor från barn (1673).
- Daigaku teihon, "De Stora Lärorna"s etablerade text (1705).
- Hakushimonjū, Efterskrift till Bo Juyis Samlade arbeten (1704).